# Turkey, Texas
Turkey là một thành phố thuộc quận Hall, tiểu bang Texas, Hoa Kỳ. Năm 2010, dân số của xã này là 421 người.

## Dân số
- Dân số năm 2000: 494 người.
- Dân số năm 2010: 421 người.

## Khí hậu
| Dữ liệu khí hậu của Turkey, Texas (1991–2020 normals, extremes 1964–present) | Dữ liệu khí hậu của Turkey, Texas (1991–2020 normals, extremes 1964–present) | Dữ liệu khí hậu của Turkey, Texas (1991–2020 normals, extremes 1964–present) | Dữ liệu khí hậu của Turkey, Texas (1991–2020 normals, extremes 1964–present) | Dữ liệu khí hậu của Turkey, Texas (1991–2020 normals, extremes 1964–present) | Dữ liệu khí hậu của Turkey, Texas (1991–2020 normals, extremes 1964–present) | Dữ liệu khí hậu của Turkey, Texas (1991–2020 normals, extremes 1964–present) | Dữ liệu khí hậu của Turkey, Texas (1991–2020 normals, extremes 1964–present) | Dữ liệu khí hậu của Turkey, Texas (1991–2020 normals, extremes 1964–present) | Dữ liệu khí hậu của Turkey, Texas (1991–2020 normals, extremes 1964–present) | Dữ liệu khí hậu của Turkey, Texas (1991–2020 normals, extremes 1964–present) | Dữ liệu khí hậu của Turkey, Texas (1991–2020 normals, extremes 1964–present) | Dữ liệu khí hậu của Turkey, Texas (1991–2020 normals, extremes 1964–present) | Dữ liệu khí hậu của Turkey, Texas (1991–2020 normals, extremes 1964–present) |
| Tháng                                                                        | 1                                                                            | 2                                                                            | 3                                                                            | 4                                                                            | 5                                                                            | 6                                                                            | 7                                                                            | 8                                                                            | 9                                                                            | 10                                                                           | 11                                                                           | 12                                                                           | Năm                                                                          |
| ---------------------------------------------------------------------------- | ---------------------------------------------------------------------------- | ---------------------------------------------------------------------------- | ---------------------------------------------------------------------------- | ---------------------------------------------------------------------------- | ---------------------------------------------------------------------------- | ---------------------------------------------------------------------------- | ---------------------------------------------------------------------------- | ---------------------------------------------------------------------------- | ---------------------------------------------------------------------------- | ---------------------------------------------------------------------------- | ---------------------------------------------------------------------------- | ---------------------------------------------------------------------------- | ---------------------------------------------------------------------------- |
| Cao kỉ lục °F (°C)                                                           | 85 (29)                                                                      | 96 (36)                                                                      | 100 (38)                                                                     | 109 (43)                                                                     | 107 (42)                                                                     | 116 (47)                                                                     | 117 (47)                                                                     | 112 (44)                                                                     | 108 (42)                                                                     | 106 (41)                                                                     | 92 (33)                                                                      | 86 (30)                                                                      | 117 (47)                                                                     |
| Trung bình tối đa °F (°C)                                                    | 78.7 (25.9)                                                                  | 82.5 (28.1)                                                                  | 90.2 (32.3)                                                                  | 94.7 (34.8)                                                                  | 100.1 (37.8)                                                                 | 102.9 (39.4)                                                                 | 105.0 (40.6)                                                                 | 103.8 (39.9)                                                                 | 99.9 (37.7)                                                                  | 94.2 (34.6)                                                                  | 84.8 (29.3)                                                                  | 78.3 (25.7)                                                                  | 107.7 (42.1)                                                                 |
| Trung bình ngày tối đa °F (°C)                                               | 55.4 (13.0)                                                                  | 59.2 (15.1)                                                                  | 67.8 (19.9)                                                                  | 76.4 (24.7)                                                                  | 83.8 (28.8)                                                                  | 91.5 (33.1)                                                                  | 95.5 (35.3)                                                                  | 94.7 (34.8)                                                                  | 86.8 (30.4)                                                                  | 76.9 (24.9)                                                                  | 65.5 (18.6)                                                                  | 55.9 (13.3)                                                                  | 75.8 (24.3)                                                                  |
| Trung bình ngày °F (°C)                                                      | 41.3 (5.2)                                                                   | 44.7 (7.1)                                                                   | 52.9 (11.6)                                                                  | 61.3 (16.3)                                                                  | 70.1 (21.2)                                                                  | 78.6 (25.9)                                                                  | 82.5 (28.1)                                                                  | 81.4 (27.4)                                                                  | 73.6 (23.1)                                                                  | 62.5 (16.9)                                                                  | 51.3 (10.7)                                                                  | 42.5 (5.8)                                                                   | 61.9 (16.6)                                                                  |
| Tối thiểu trung bình ngày °F (°C)                                            | 27.3 (−2.6)                                                                  | 30.3 (−0.9)                                                                  | 38.0 (3.3)                                                                   | 46.2 (7.9)                                                                   | 56.4 (13.6)                                                                  | 65.7 (18.7)                                                                  | 69.5 (20.8)                                                                  | 68.1 (20.1)                                                                  | 60.5 (15.8)                                                                  | 48.2 (9.0)                                                                   | 37.1 (2.8)                                                                   | 29.0 (−1.7)                                                                  | 48.0 (8.9)                                                                   |
| Trung bình tối thiểu °F (°C)                                                 | 13.6 (−10.2)                                                                 | 15.7 (−9.1)                                                                  | 21.4 (−5.9)                                                                  | 30.3 (−0.9)                                                                  | 40.8 (4.9)                                                                   | 54.7 (12.6)                                                                  | 61.1 (16.2)                                                                  | 59.4 (15.2)                                                                  | 46.5 (8.1)                                                                   | 31.2 (−0.4)                                                                  | 19.9 (−6.7)                                                                  | 13.7 (−10.2)                                                                 | 8.4 (−13.1)                                                                  |
| Thấp kỉ lục °F (°C)                                                          | −1 (−18)                                                                     | −2 (−19)                                                                     | 7 (−14)                                                                      | 22 (−6)                                                                      | 29 (−2)                                                                      | 45 (7)                                                                       | 53 (12)                                                                      | 50 (10)                                                                      | 35 (2)                                                                       | 18 (−8)                                                                      | 11 (−12)                                                                     | −3 (−19)                                                                     | −3 (−19)                                                                     |
| Lượng Giáng thủy trung bình inches (mm)                                      | 0.93 (24)                                                                    | 0.99 (25)                                                                    | 1.64 (42)                                                                    | 2.51 (64)                                                                    | 3.28 (83)                                                                    | 3.91 (99)                                                                    | 2.44 (62)                                                                    | 2.57 (65)                                                                    | 2.87 (73)                                                                    | 1.92 (49)                                                                    | 1.07 (27)                                                                    | 0.89 (23)                                                                    | 25.02 (636)                                                                  |
| Lượng tuyết rơi trung bình inches (cm)                                       | 2.0 (5.1)                                                                    | 1.6 (4.1)                                                                    | 0.7 (1.8)                                                                    | 0.1 (0.25)                                                                   | 0.0 (0.0)                                                                    | 0.0 (0.0)                                                                    | 0.0 (0.0)                                                                    | 0.0 (0.0)                                                                    | 0.0 (0.0)                                                                    | 0.1 (0.25)                                                                   | 0.7 (1.8)                                                                    | 1.5 (3.8)                                                                    | 6.7 (17)                                                                     |
| Số ngày giáng thủy trung bình (≥ 0.01 in)                                    | 2.8                                                                          | 3.4                                                                          | 4.1                                                                          | 4.2                                                                          | 6.7                                                                          | 6.4                                                                          | 4.7                                                                          | 5.3                                                                          | 5.2                                                                          | 4.3                                                                          | 2.9                                                                          | 3.1                                                                          | 53.1                                                                         |
| Số ngày tuyết rơi trung bình (≥ 0.1 in)                                      | 0.8                                                                          | 0.9                                                                          | 0.4                                                                          | 0.1                                                                          | 0.0                                                                          | 0.0                                                                          | 0.0                                                                          | 0.0                                                                          | 0.0                                                                          | 0.2                                                                          | 0.5                                                                          | 0.8                                                                          | 3.7                                                                          |
| Nguồn: NOAA                                                                  |                                                                              |                                                                              |                                                                              |                                                                              |                                                                              |                                                                              |                                                                              |                                                                              |                                                                              |                                                                              |                                                                              |                                                                              |                                                                              |